# Brzeście Małe
Brzeście Małe – część wsi Brzeście w Polsce, położona w województwie mazowieckim, w powiecie płońskim, w gminie Baboszewo. Stanowi odrębne sołectwo.
W latach 1975–1998 Brzeście Małe administracyjnie należało do województwa ciechanowskiego.